# Stefano Tilli
Stefano Maria Tilli (ur. 22 sierpnia 1962 w Orvieto) – włoski lekkoatleta specjalizujący się w biegach sprinterskich, czterokrotny uczestnik letnich igrzysk olimpijskich (Los Angeles 1984, Seul 1988, Atlanta 1996, Sydney 2000).

## Sukcesy sportowe
- sześciokrotny mistrz Włoch w biegu na 100 m – 1984, 1986, 1989, 1990, 1992, 1997
- trzykrotny mistrz Włoch w biegu na 200 m – 1986, 1988, 1991[1]
- trzykrotny halowy mistrz Włoch w biegu na 60 m – 1995, 1996, 2000
- dwukrotny halowy mistrz Włoch w biegu na 200 m – 1985, 1987[2]

| Rok  | Miasto      | Zawody                      | Konkurencja                                    | Wynik                     |
| ---- | ----------- | --------------------------- | ---------------------------------------------- | ------------------------- |
| 1983 | Budapeszt   | halowe mistrzostwa Europy   | bieg na 60 m                                   | złoty medal               |
| 1983 | Helsinki    | mistrzostwa świata          | sztafeta 4 × 100 m                             | srebrny medal             |
| 1983 | Casablanca  | igrzyska śródziemnomorskie  | sztafeta 4 × 100 m bieg na 100 m               | złoty medal brązowy medal |
| 1984 | Los Angeles | letnie igrzyska olimpijskie | sztafeta 4 × 100 m                             | 4. miejsce                |
| 1985 | Pireus      | halowe mistrzostwa Europy   | bieg na 200 m                                  | złoty medal               |
| 1986 | Stuttgart   | mistrzostwa Europy          | sztafeta 4 × 100 m                             | 5. miejsce                |
| 1987 | Latakia     | igrzyska śródziemnomorskie  | bieg na 100 m bieg na 200 m sztafeta 4 × 100 m | złoty medal               |
| 1988 | Seul        | letnie igrzyska olimpijskie | sztafeta 4 × 100 m                             | 5. miejsce                |
| 1990 | Split       | mistrzostwa Europy          | sztafeta 4 × 100 m bieg na 200 m               | brązowy medal 4. miejsce  |
| 1991 | Tokio       | mistrzostwa świata          | sztafeta 4 × 100 m                             | 5. miejsce                |
| 1991 | Ateny       | igrzyska śródziemnomorskie  | bieg na 200 m                                  | złoty medal               |
| 1998 | Budapeszt   | mistrzostwa Europy          | bieg na 100 m                                  | 4. miejsce                |
| 2000 | Gandawa     | halowe mistrzostwa Europy   | bieg na 60 m                                   | 4. miejsce                |

## Rekordy życiowe
- bieg na 60 m (hala) – 6,59 – Gandawa 27/02/2000
- bieg na 100 m – 10,16 – Zurych 22/08/1984
- bieg na 200 m – 20,40 – Cagliari 09/09/1984
- bieg na 200 m (hala) – 20,52 – Turyn 21/02/1985 (rekord Włoch)